# تشارلز هارينجتون إلستر
تشارلز هارينجتون إلستر (بالإنجليزية: Charles Harrington Elster)‏ هو مقدم تلفزيوني أمريكي، ولد في 1957.